# Iossif Iwanowitsch Charlemagne
Iossif Iwanowitsch Charlemagne (russisch Иосиф Иванович Шарлемань Iossif Iwanowitsch Scharleman; * 25. Oktoberjul. / 5. November 1782greg. in St. Petersburg; † 26. Novemberjul. / 8. Dezember 1861greg. ebenda) war ein russischer Architekt des Klassizismus, bekannt als Charlemagne I. zur Unterscheidung von seinem jüngeren Bruder Ludwig Iwanowitsch Charlemagne.

## Leben
Charlemagnes Vater Jean Baptiste Charlemagne-Baudet war Bildhauer in Rouen und kam 1777 auf Einladung Katharinas II. nach St. Petersburg. Charlemagne begann 1797 zusammen mit seinen Brüdern Ludwig, Iwan und Karl seine Ausbildung als Stipendiat an der Kaiserlichen Akademie der Künste. Er wurde mehrmals ausgezeichnet, so auch für seine Projekte für den Bau der Medizinisch-Chirurgischen Akademie und des Quarantänelazaretts. Nach dem Abschluss des Studiums 1803 mit einem Zeugnis 1. Klasse und Degen blieb er auf eigenen Wunsch noch ein Jahr an der Akademie, um sich als Künstler zu vervollkommnen.
Charlemagne trat in den öffentlichen Dienst. Er entwickelte Projekte für den Bau staatlicher Gebäude und führte solche Projekte durch. Seine Tätigkeit war nicht auf St. Petersburg beschränkt. 1817 wurde er Mitglied des Baukomitees des Departements für Staatswirtschaft und öffentliche Gebäude des Innenministeriums. 1821–1822 entwickelte er im Auftrag des Innenministers auf der Grundlage von Projekten I. F. Wilsters eine Reihe von Projekten für Gebäude zur Nutzung von Heilwassern und Bädertherapie. Nach Charlemagnes Plänen baute Giuseppe Bernardazzi 1826–1831 die Nikolausbäder (jetzt Lermontowbäder) in Pjatigorsk.
Als Hofarchitekt begleitete Charlemagne häufig Mitglieder der kaiserlichen Familie auf ihren Reisen oder reiste in ihren Aufträgen. 1825 kurz nach seiner Heirat wurde er mit dem Kammerfurier Daniil Grigorjewitsch Babkin zur Vorbereitung der Räumlichkeiten für die Verlegung des kaiserlichen Hofes nach Taganrog dorthin beordert. Charlemagne war Ehrenmitglied der Kaiserlichen Akademie der Künste und Staatsrat (5. Rangklasse).
Charlemagne wurde in St. Petersburg auf dem katholischen Wyborger Friedhof an der Mariä-Heimsuchung-Kirche begraben.
Charlemagnes Söhne waren der Maler Adolf Iossifowitsch Charlemagne und der Architekt Iossif Iossifowitsch Charlemagne.

## Ehrung
- Orden des Heiligen Wladimir III. Klasse

## Werke

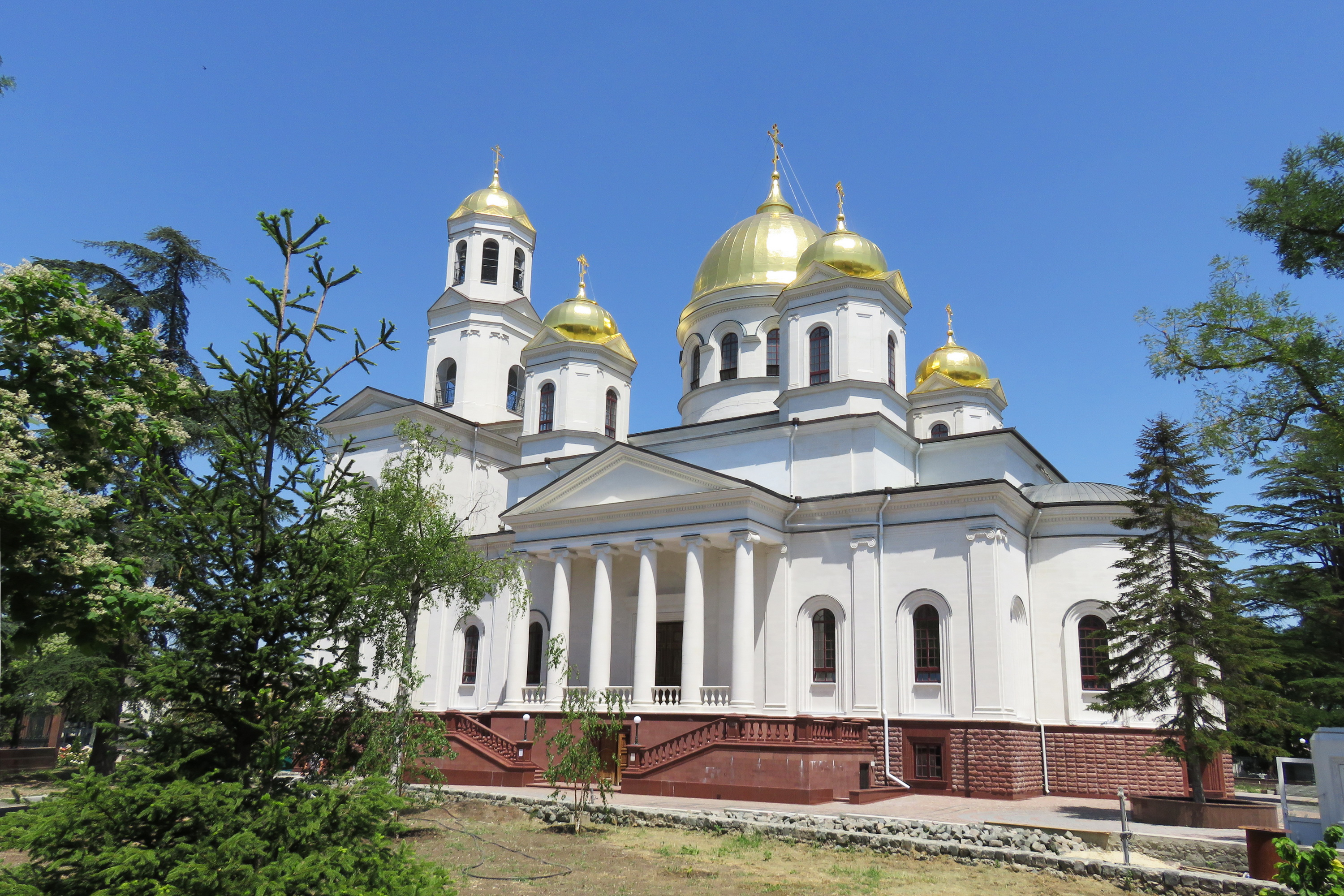
Alexander-Newski-Kathedrale (1823–1829), Simferopol
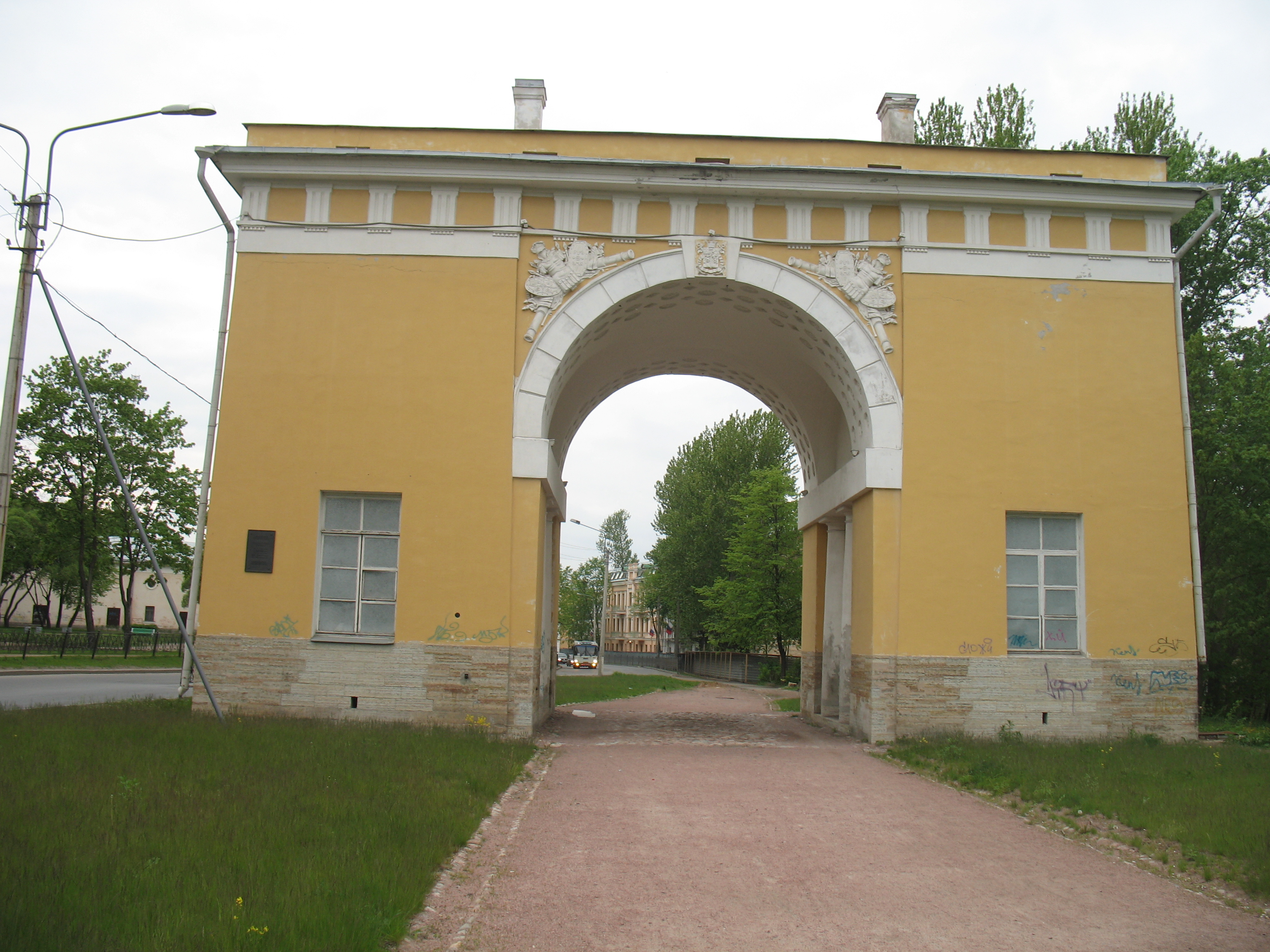
Stadttor (1826–1829 mit Alexei Maximowitsch Gornostajew), Oranienbaum
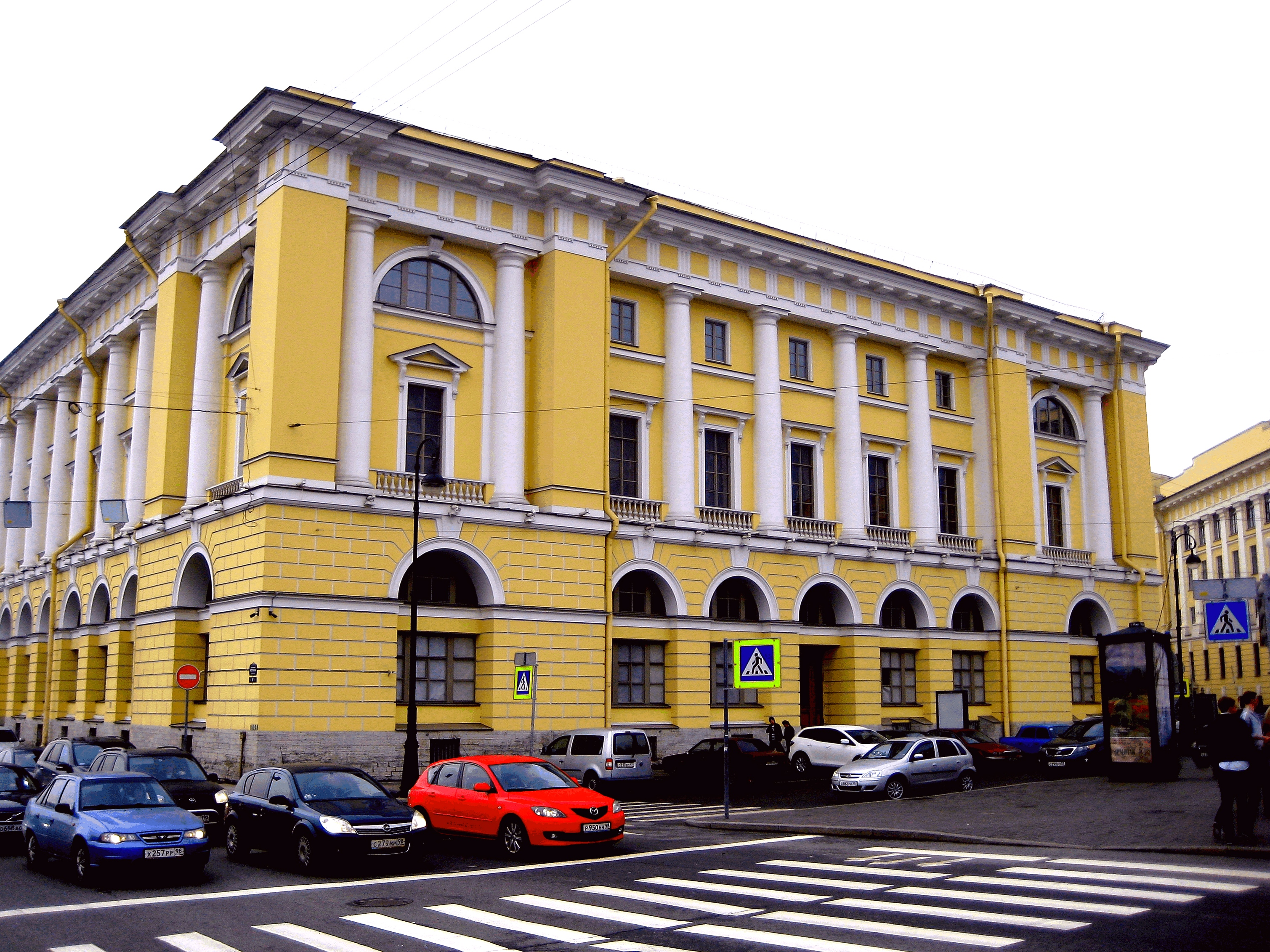
Innenministerium (1830–1834 mit Carlo Rossi), Ploschtschad Lomonossowa 1, St. Petersburg
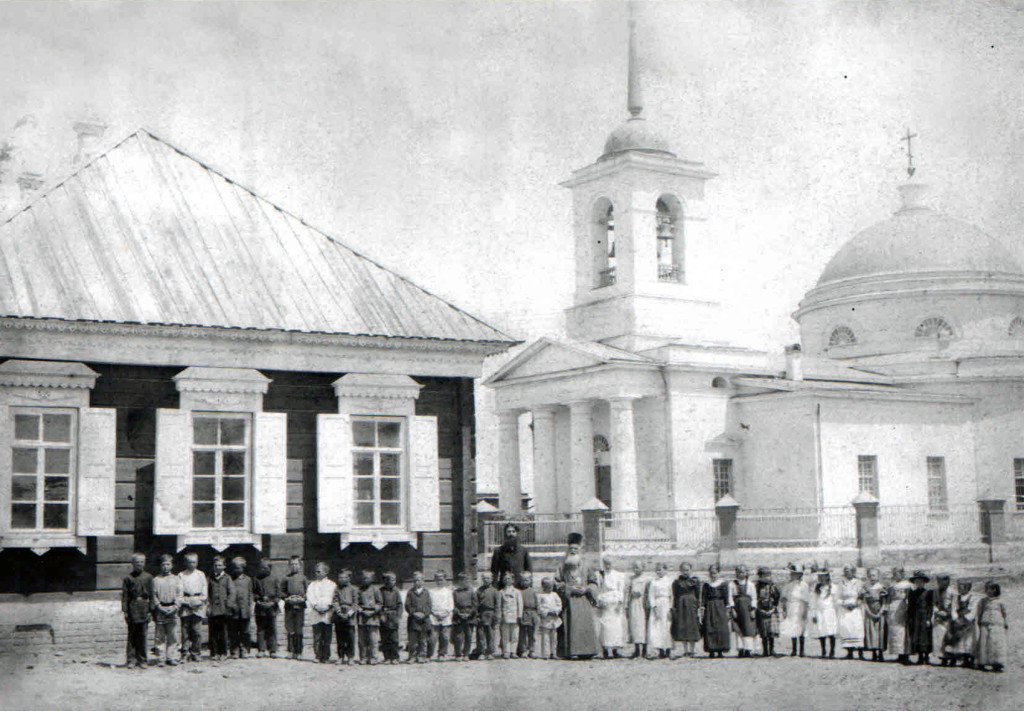
Dreifaltigkeitskathedrale (1832–1840), Jenotajewka
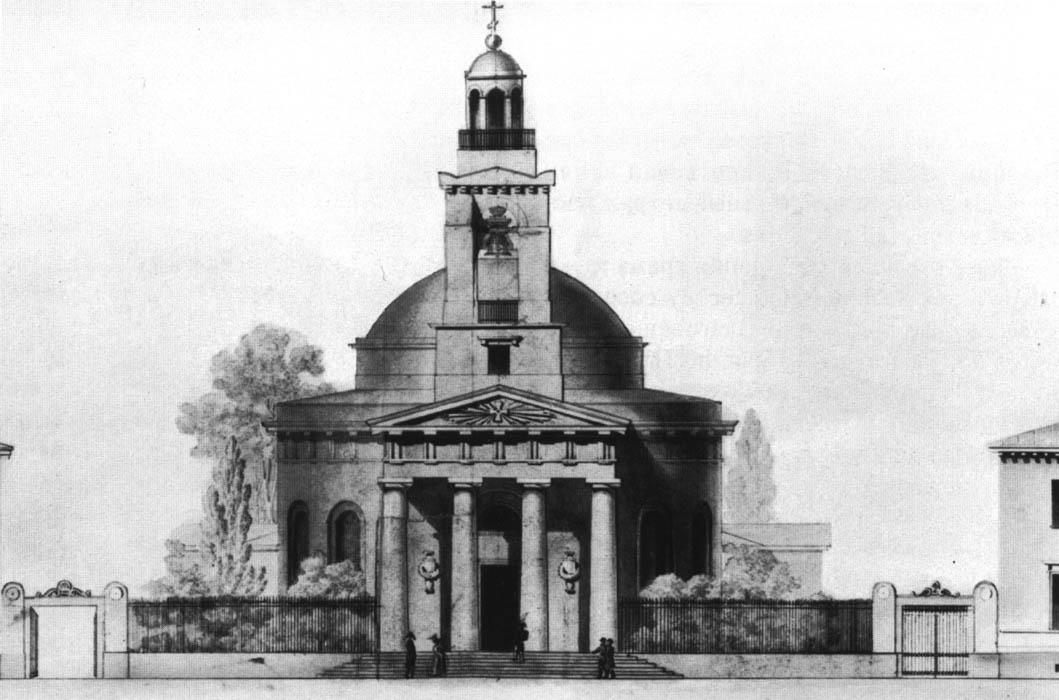
Wladimirkirche (1834–1838, 1932 geschlossen und bald gesprengt) an der Orlowo-Nowossilzewskoje-Wohltätigkeitsanstalt, St. Petersburg
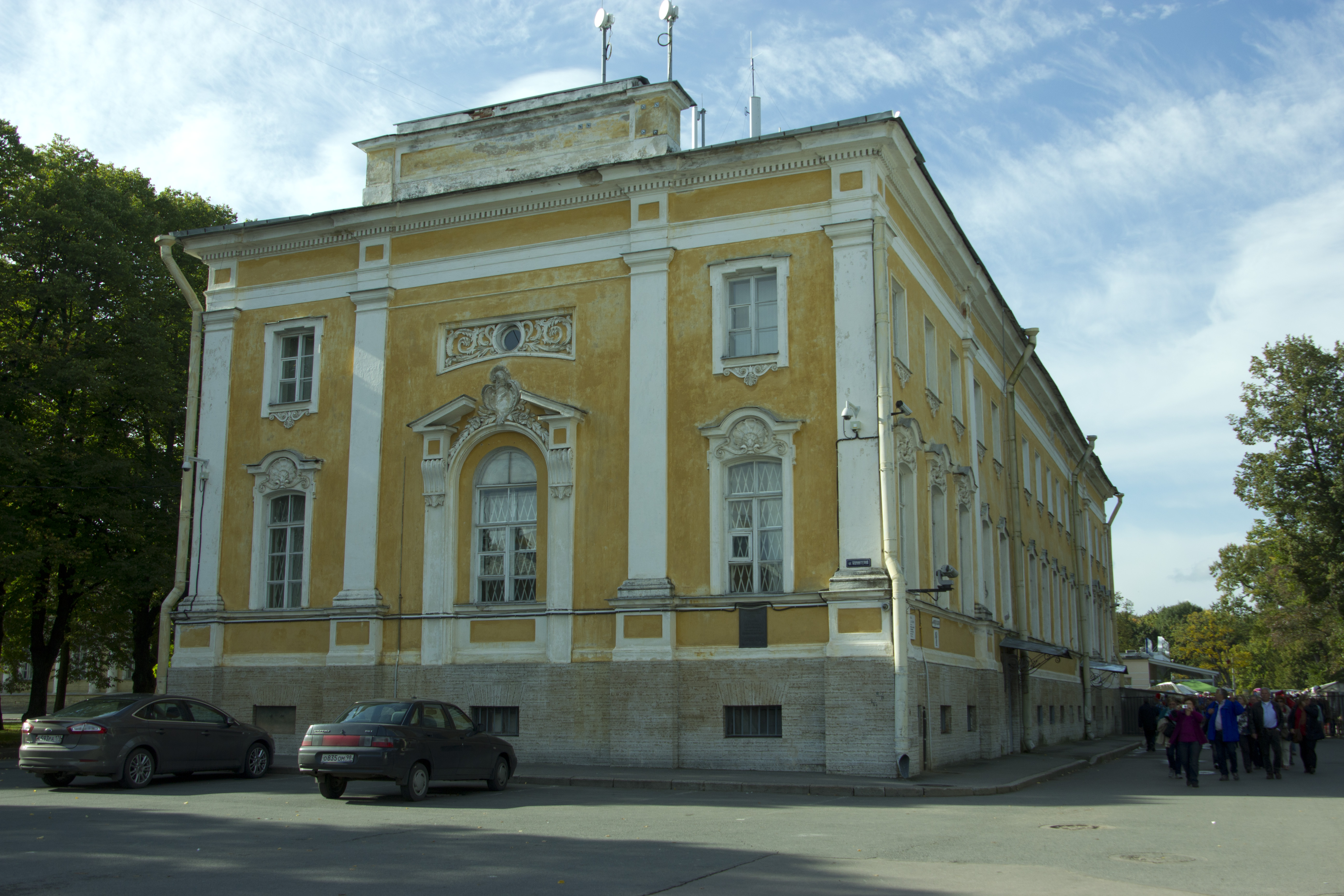
Ministerhaus (1839–1841), Schloss Peterhof
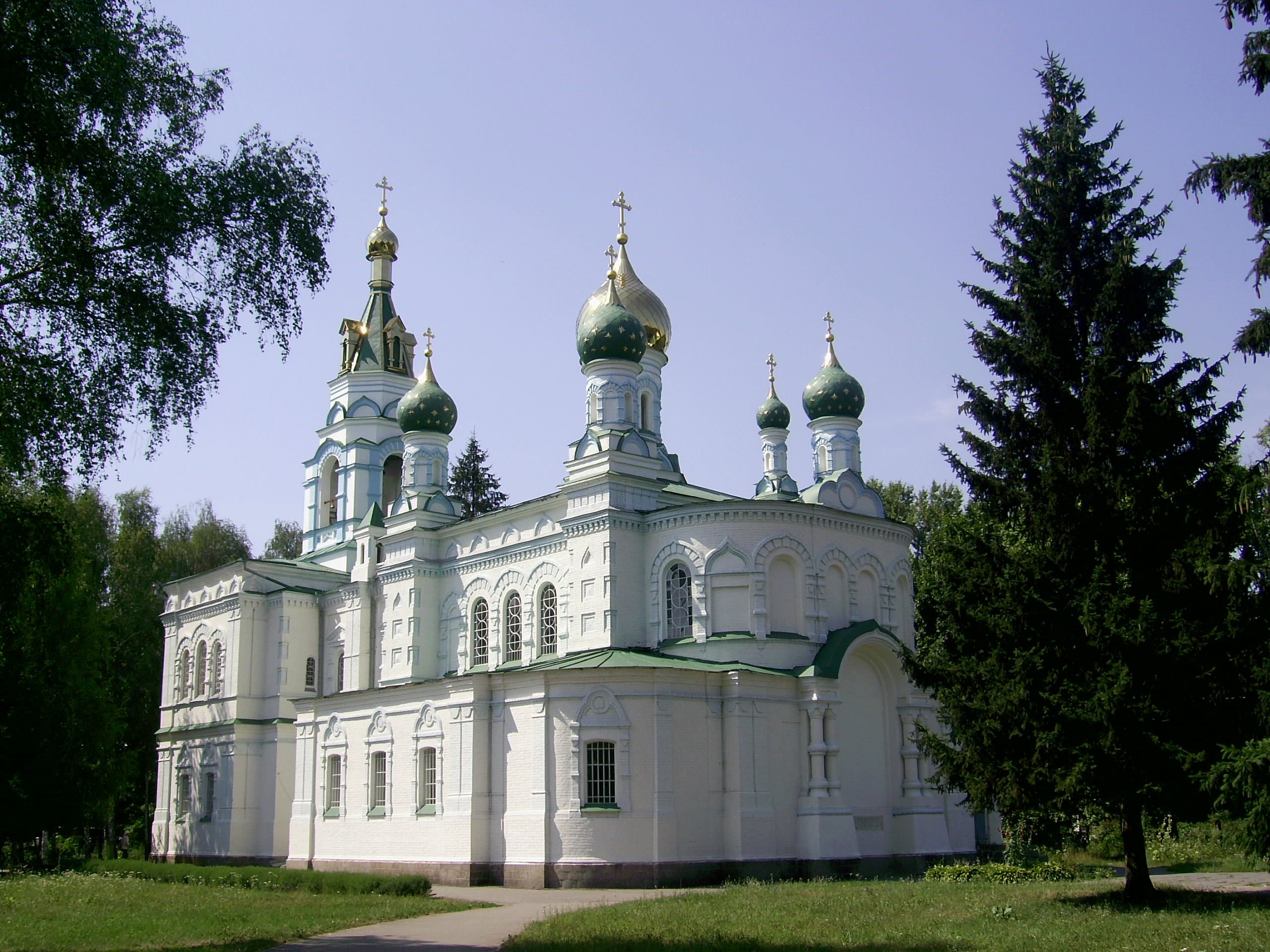
Sampsonkirche (1852–1856) am Ort der Schlacht bei Poltawa